# Teun Koetsier
Teun Koetsier (Pijnacker, 8 juni 1946) is een Nederlands wiskundige en filosoof, specialist in de geschiedenis en de filosofie van de wiskunde.

## Levensloop
Hij groeide op in Dordrecht. Na de middelbare school aan het Christelijk Lyceum aldaar te hebben doorlopen, studeerde Koetsier wiskunde en weg- en waterbouwkunde aan de Technische Universiteit Delft en vervolgens wijsbegeerte van de wiskunde aan de Radboud Universiteit. Hij studeerde verder aan Stanford University.
Hij is als universitair hoofddocent verbonden aan de Faculteit Exacte Wetenschappen van de Vrije Universiteit Amsterdam
In 1991 verscheen van zijn hand een boek over de filosofie van de wiskunde van de Hongaars-Engelse filosoof Imre Lakatos. Met Victor Allis publiceerde hij over supertaken. De vraag is daarbij:Wat gebeurt er als oneindig veel handelingen in een eindige tijd worden uitgevoerd? Met de Franse historicus Luc Bergmans stelde hij een uitvoerige historische studie samen over de relatie tussen wiskunde en religie onder de titel Mathematics and the Divine. Hij schreef meerdere artikelen over de rol van de meetkunde in de werktuigbouwkunde.
Hij was van 1990 tot 1997 voorzitter van de permanente commissie voor de geschiedenis van de International Federation for the Promotion of Mechanism and Machine Science (IFToMM). Voor zijn werk op het gebied van de geschiedenis van de theorie van machines en mechanismen ontving hij in 2004 de Award of Merit van IFToMM. Van 2005 tot 2011 was hij Secretary for Honors and Awards van het Executive Council van IFToMM.
In 2016 publiceerde hij samen met de burgemeester van Laren, Elbert Roest, de studie Schieten op de Maan, Gezag en Verzet in Laren NH in WO II. Met Ineke Hilhorst en Elbert Roest schreef hij het in 2017 uitgekomen De slag om de Berg-Stichting. Schieten op de Maan vertelt het verhaal van de Tweede Wereldoorlog aan de hand van de gebeurtenissen in Laren in die tijd. De Slag om de Berg-Stichting vertelt het verhaal van de Holocaust aan de hand van wat er gebeurde met het in Laren gevestigde Joodse kindertehuis de Berg-Stichting.
In 2019 werd hij benoemd tot 'honorary member' van IFToMM voor wat hij heeft betekend voor die organisatie. In hetzelfde jaar ontving hij de 'engineer historian award 2019' van de American Society of Mechanical Engineers (ASME) voor zijn boek The Ascent of GIM, the Global Intelligent Machine. In 2020 werd hij benoemd to officier in de orde van Oranje Nassau. In 2024 werd hij benoemd tot erelid van het Koninklijk Wiskundig Genootschap.

## Privé
Koetsier is getrouwd met de documentairemaker Ineke Hilhorst.

## Publicaties
Een selectie uit zijn publicaties:
- The Ascent of GIM, the Global Intelligent Machine, a History of Production and Information Machines, Springer, 2019
- The Philosophy of Mathematics of Imre Lakatos, a historical approach, Elsevier Science Publishers, 1991. "herwerking van zijn doctoraal proefschrift On Lakatos' Philosophy of Mathematics, An Essay in Quasi-empiricism.
- (met Victor Allis) On some paradoxes of the Infinite, British Journal Philosophy of Science, 42, 1991, pp. 187–194.
- (met Bas Jongeling) A Reappraisal of the Hangman Paradox, Philosophia, Philosophical Quaterly of Israel, 22, 1993, pp. 299–311.
- (met Victor Allis) On some Paradoxes of the Infinite II, British Journal Philosophy of Science, 46, 1995, pp. 235–247.
- (met Karen Vintges en Huub Schwab) Word ik van filosofie een beter mens?, Uitgeverij Damon, 2001
- (met Hendrik Blauwendraat) The Archimedean Screw-Pump: A Note on its Invention and the Development of the Theory, in: International Symposium on the History of Machines and Mechanisms, Proceedings HMM2004, Kluwer Academic Publishers, 2004.
- (met Luc Bergmans) Mathematics and the Divine, A Historical Study, Elsevier Science Publishers, 2005.
- (met Antoinetty van den Brink en Jos Joossen) Door de Wol Geverfd, Weverijen in Laren, Laren, 2011.
- (met Marco Ceccarelli) Explorations in the History of Machines and Mechanisms: Proceedings of HMM2012, Springer, 2011.[11]
- (met Tjeerd B. Jongeling) The predicament of the African wild dog, Lycaon pictus, is less precarious than claimed, in: African Journal of Ecology 52, 2014.
- (met Elbert Roest) Schieten op de Maan, gezag en verzet in Laren NH in WO II, Van Wijland, Laren, 2016.
- The Art of Ramon Llull (1232–1350): From Theology to Mathematics, Studies in Logic, Grammar and Rhetoric 44 (57) 2016, pp. 55–80,
- The Automaton Nysa: Mechanism Design in Alexandria in the 3d Century BC,In Francesco Sorge & Giuseppe Genchi (eds), Essays on the History of Mechanical Engineering, Springer 2016, pp. 347–366
- (met Ineke Hilhorst en Elbert Roest) De slag om de Berg-Stichting, Van Wijland, Laren, 2017